# Американські сліпуни
Американські сліпуни (Anomalepididae) — родина неотруйних змій з надродини сліпунові інфраряду Scolecophidia. Має 4 роди та 18 видів.

## Опис
Загальна довжина представників цієї родини коливається від 15 до 30 см. Голова маленька. Очі атрофовані. Відмінністю від інших представників надродини сліпуноподібних є наявність пари зубів на нижній щелепі. Тулуб тонкий, витягнутий. Хвіст куций, на відміну від інших сліпунів не має на кінці шипика. 
Забарвлення сірувате, коричневе або чорне.

## Спосіб життя
Полюбляють тропічні ліси. Більшість життя проводять під землею, риючи довгі ходи та нори. Активні вночі. Харчуються безхребетними.
Це яйцекладні змії.

## Розповсюдження
Мешкають у Центральній та Південній Америці.

## Роди
- Anomalepis
- Helminthophis
- Liotyphlops
- Typhlophis